# Agrilus curtulus
Agrilus curtulus es una especie de insecto del género Agrilus, familia Buprestidae, orden Coleoptera.
Fue descrita científicamente por Mulsant & Rey, 1863.